# Economia da Ucrânia
A economia da Ucrânia é uma economia mista emergente, de rendimento médio-baixo, localizada na Europa Oriental. Cresceu rapidamente de 2000 até 2008, quando a Grande recessão começou em todo o mundo e atingiu a Ucrânia. A economia recuperou em 2010 e continuou a melhorar até 2013. De 2014 a 2015, a economia ucraniana sofreu uma grave desaceleração, Com o PIB em 2015 ligeiramente acima da metade do seu valor em 2013. Em 2016, a economia voltou a crescer. Em 2018, a economia ucraniana estava a crescer rapidamente e atingiu quase 80% da sua dimensão em 2008.
A depressão durante a década de 1990 incluiu hiperinflação e uma queda na produção económica para menos de metade do PIB da anterior RSS da Ucrânia. O crescimento do PIB foi registado pela primeira vez em 2000 e continuou durante oito anos. Este crescimento foi travado pela crise financeira mundial de 2008. A economia ucraniana recuperou e alcançou um crescimento positivo do PIB no primeiro trimestre de 2010. No início de 2010, observou-se que a Ucrânia possuía muitos dos componentes de uma 'grande economia europeia': terras agrícolas ricas, uma base industrial bem desenvolvida, mão-de-obra altamente treinada e um bom sistema educativo.
Em outubro de 2013, a economia ucraniana entrou em recessão. no verão anterior, as exportações ucranianas para a Rússia diminuíram substancialmente devido a um controlo fronteiriço e Aduaneiro mais rigoroso por parte da Rússia. A anexação da Crimeia pela Rússia no início de 2014 e a guerra no Donbas, iniciada na primavera de 2014, prejudicaram gravemente a economia da Ucrânia e danificaram gravemente duas das regiões mais industriais da Ucrânia. Em 2013, a Ucrânia registou um crescimento do PIB nulo. A economia da Ucrânia encolheu 6,8% em 2014, e continuou com uma diminuição de 12% do PIB em 2015. Em abril de 2017, o Banco Mundial afirmou que a taxa de crescimento económico da Ucrânia foi de 2,3% em 2016, pondo fim à recessão. Apesar destas melhorias, a Ucrânia continua a ser o país mais pobre da Europa, O que alguns jornalistas atribuíram à elevada corrupção.
Em abril de 2020, O Banco Mundial informou que o crescimento econômico era sólido em 3,2% em 2019, liderado por uma boa colheita agrícola e setores dependentes do consumo interno. O consumo das famílias cresceu 11,9% em 2019, apoiado por fluxos de remessas consideráveis e pela retomada dos empréstimos ao consumidor, enquanto o comércio interno e a agricultura cresceram 3,4% e 1,3%, respectivamente. Em 2020, o PIB caiu 4,4% devido à pandemia de COVID-19. Devido à invasão russa da Ucrânia em 2022, a economia do país poderá encolher até 35%, segundo o Fundo Monetário Internacional.

## Comércio exterior
Em 2020, o país foi o 51º maior exportador do mundo (US $ 50,1 milhões em mercadorias, 0,3% do total mundial). Na soma de bens e serviços exportados, chega a US $ 63,4 bilhões e fica em 50º lugar mundial. Já nas importações, em 2019, foi o 45º maior importador do mundo: US $ 53,9 bilhões.

## Setor primário

### Agricultura

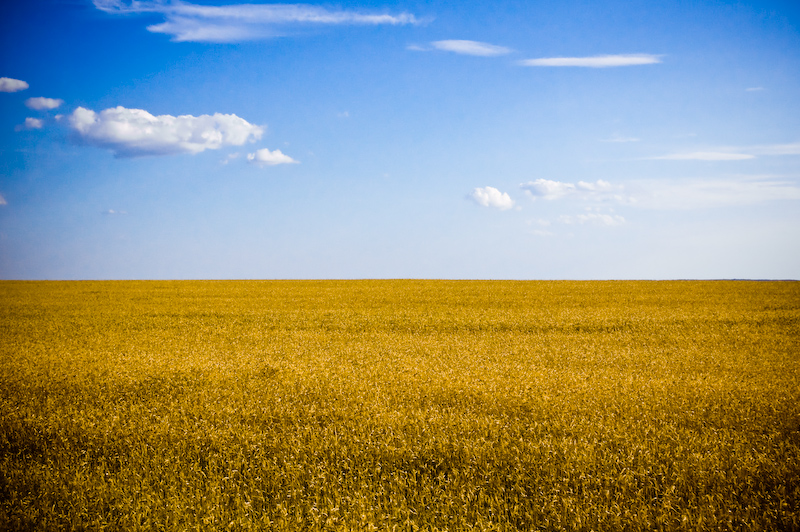
Campo de trigo na Ucrânia com as mesmas cores e formato da bandeira do país.

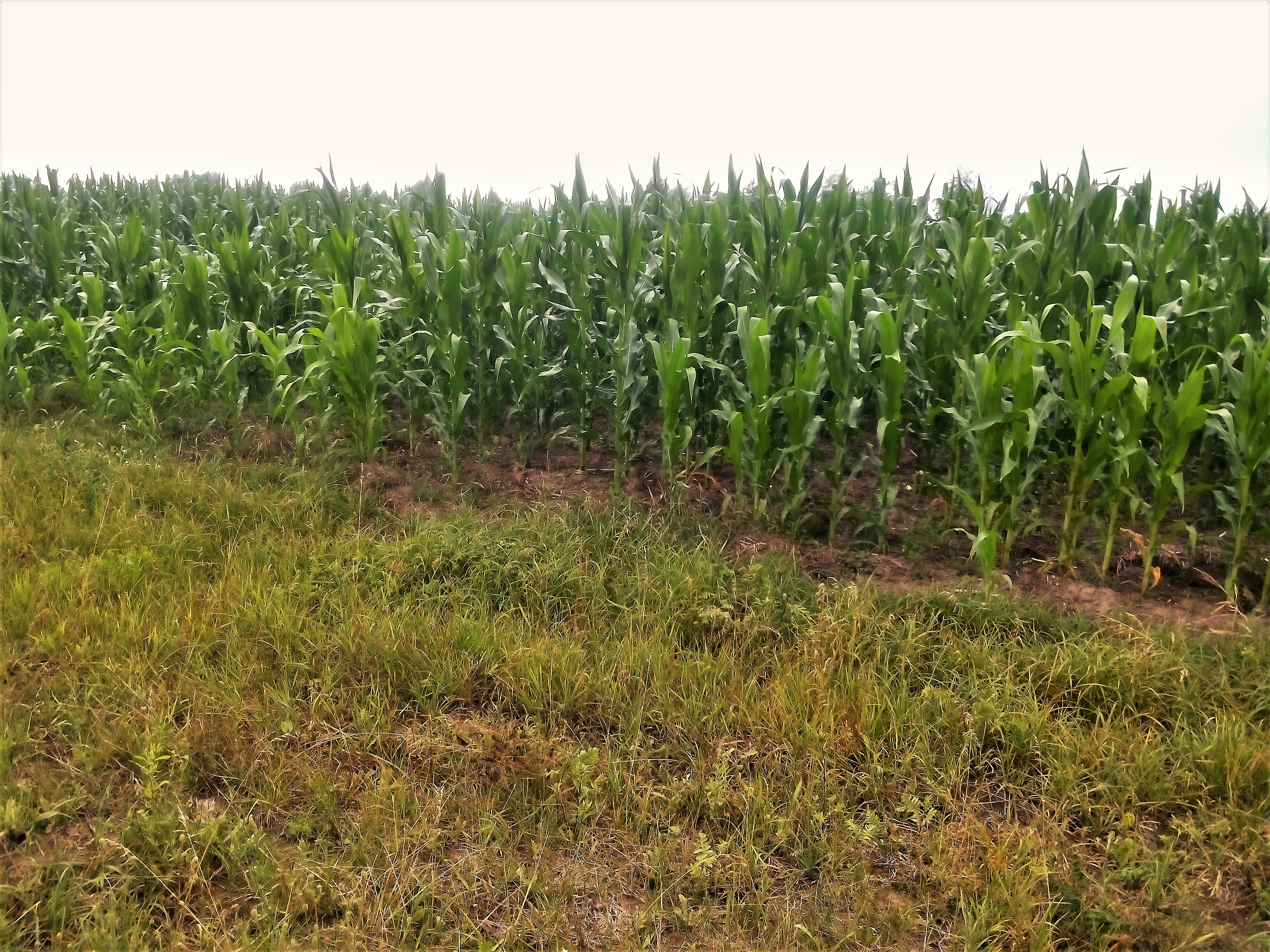
Milho ucraniano.

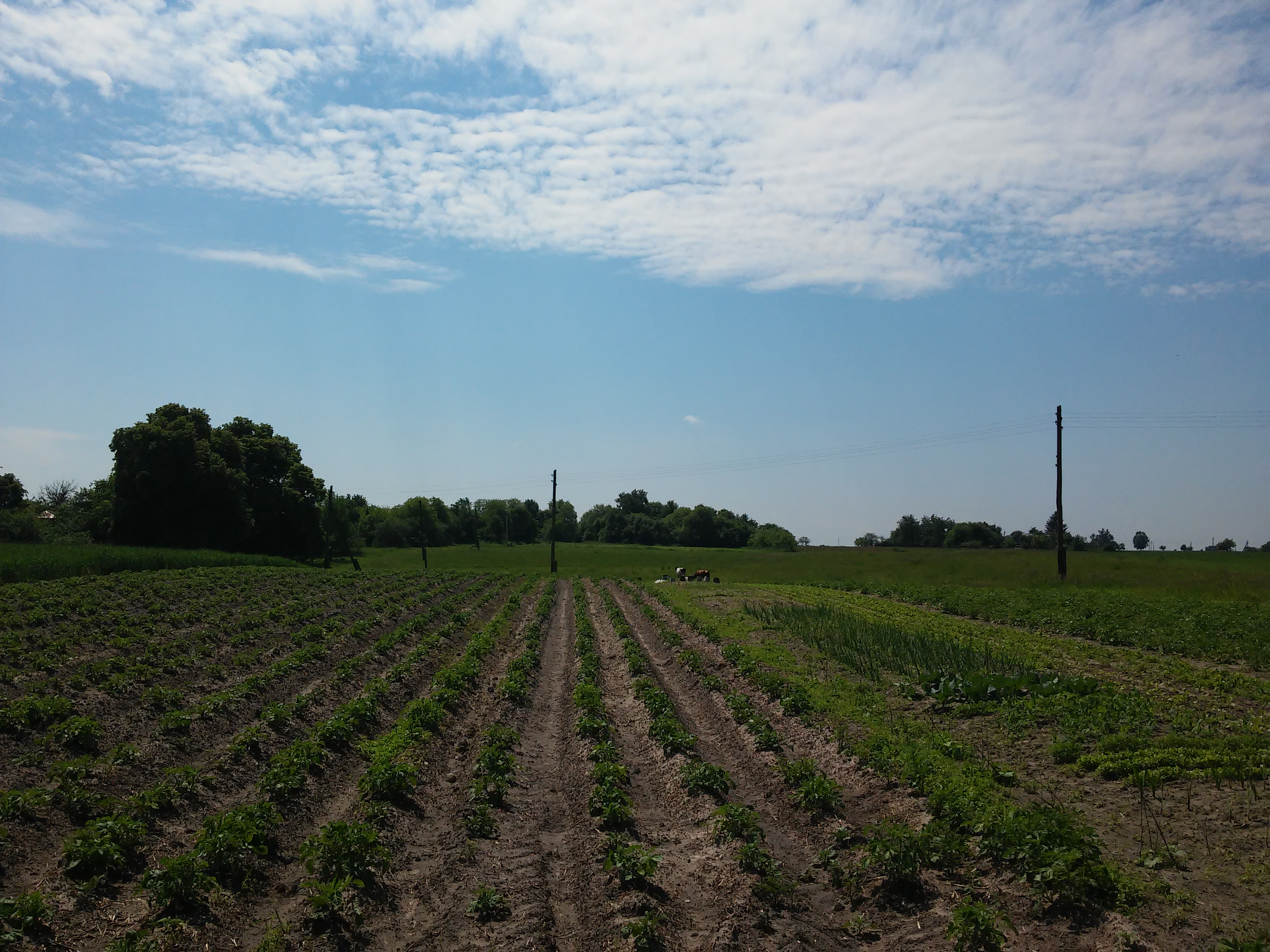
Campo de batata na Ucrânia.

O principal lugar são as planícies situadas a ocidente de Kirovograd têm um solo negro designado chernozem, que são terras de grande riqueza produtiva (ricas em húmus). A exploração intensiva dos desses solos férteis (que cobrem quase 65% do país) do cinturão agrícola ucraniano tornou o país num grande produtor de trigo, cevada e milho. Outros cultivos importantes são: centeio, beterraba açucareira, girassol, algodão, batatas, legumes, aveia, painço e trigo sarraceno. As maiores culturas industriais são as de beterraba e de semente de girassol. Cultivam-se frutas e hortaliças nos arredores das grandes cidades. Com isso, a Ucrânia é historicamente conhecida como “O celeiro da Europa” As planícies da parte oriental, embora menos férteis, sustentam muitas comunidades rurais. Estes solos foram em grande parte contaminados por radioatividade, após o acidente da central nuclear de Chernobyl, em 1986. No extremo Sul da Ucrânia,se situam as planícies secas das costas dos mares de Azov e Negro. A Crimeia é uma das mais afamadas regiões turísticas do país e situa-se mais a sul.
Em 2018, a Ucrânia:
- Foi o 5º maior produtor mundial de milho (35,8 milhões de toneladas), perdendo para EUA, China, Brasil e Argentina;
- Foi o 8º maior produtor mundial de trigo (24,6 milhões de toneladas);
- Foi o 3º maior produtor mundial de batata (22,5 milhões de toneladas), perdendo somente para a China e Índia;
- Foi o maior produtor mundial de semente de girassol (14,1 milhões de toneladas);
- Foi o 7º maior produtor mundial de beterraba (13,9 milhões de toneladas), que serve para produzir açúcar e etanol;
- Foi o 7º maior produtor mundial de cevada (7,3 milhões de toneladas);
- Foi o 9º maior produtor mundial de soja (4,4 milhões de toneladas);
- Foi o 7º maior produtor mundial de colza (2,7 milhões de toneladas);
- Foi o 13º maior produtor mundial de tomate (2,3 milhões de toneladas);
- Foi o 5º maior produtor mundial de repolho (1,6 milhões de toneladas), perdendo para a China, Índia, Coréia do Sul e Rússia;
- Foi o 11º maior produtor mundial de maçã (1,4 milhões de toneladas);
- Foi o 3º maior produtor mundial de abóbora (1,3 milhões de toneladas), perdendo somente para China e Índia;
- Foi o 6º maior produtor mundial de pepino (985 mil toneladas);
- Foi o 5º maior produtor mundial de cenoura (841 mil toneladas), perdendo para China, Uzbequistão, EUA e Rússia;
- Foi o 4º maior produtor mundial de ervilha seca (775 mil toneladas), perdendo somente para Canadá, Rússia e China;
- Foi o 7º maior produtor mundial de centeio (393 mil toneladas);
- Foi o 3º maior produtor mundial de trigo-sarraceno (137 mil toneladas), perdendo somente para China e Rússia;
- Foi o 6º maior produtor mundial de noz (127 mil toneladas);
- Produziu 883 mil toneladas de cebola;
- Produziu 467 mil toneladas de uva;
- Produziu 418 mil toneladas de aveia;
- Produziu 396 mil toneladas de melancia;
- Produziu 300 mil toneladas de cereja;
- Produziu 198 mil toneladas de ameixa;
- Produziu 193 mil toneladas de sorgo;
- Produziu 187 mil toneladas de alho;
- Produziu 176 mil toneladas de pimenta;
- Produziu 111 mil toneladas de damasco;
- Produziu 102 mil toneladas de melão;
- Produziu 84 mil toneladas de cereja;
- Produziu 62 mil toneladas de morango;
- Produziu 35 mil toneladas de framboesa;
- Produziu 33 mil toneladas de semente de mostarda;
- Produziu 29 mil toneladas de groselha;
- Produziu 26 mil toneladas de pêssego;

Além de outras produções de outros produtos agrícolas.

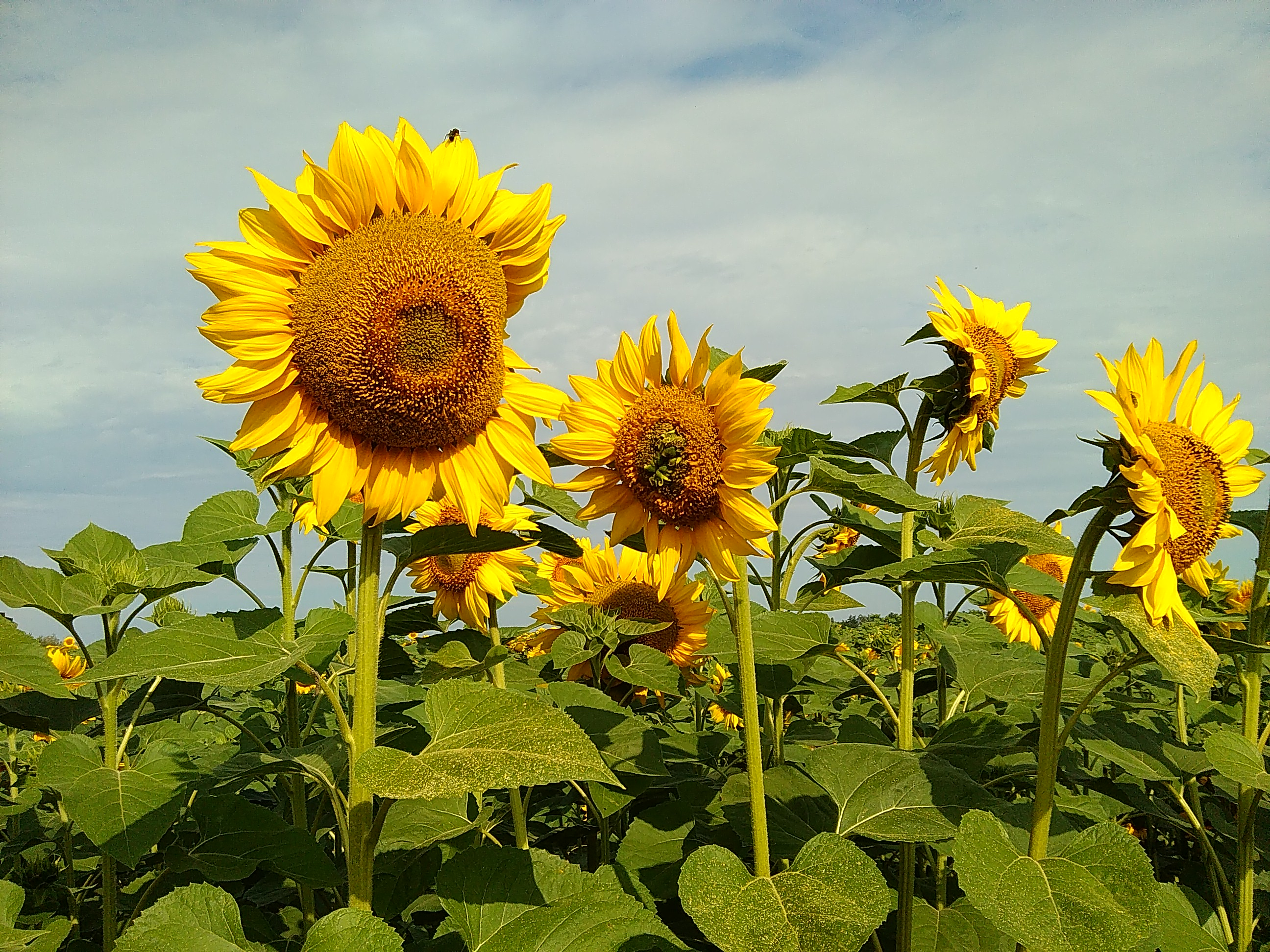
Girassol na Ucrânia.
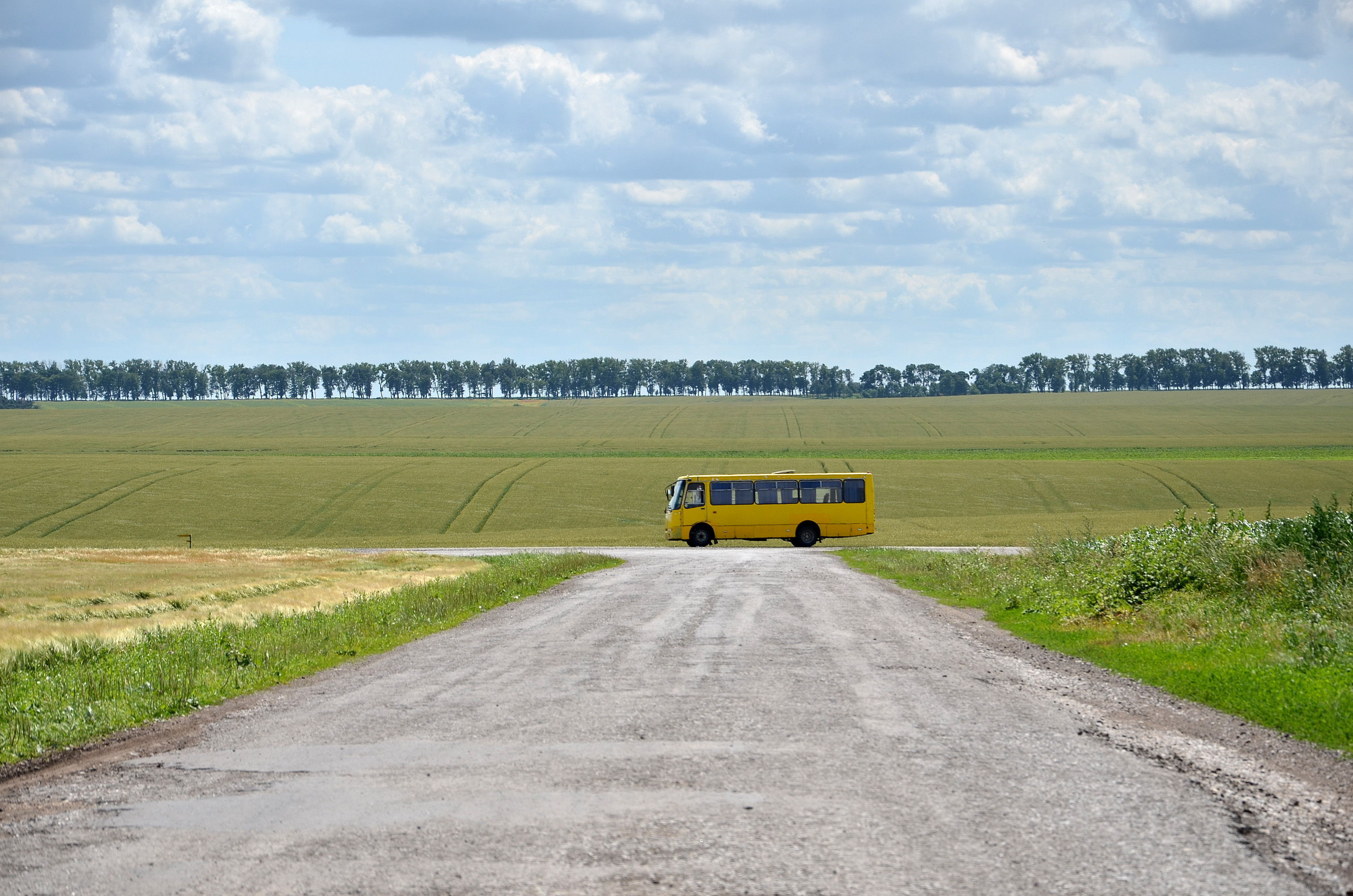
Cevada na Ucrânia.
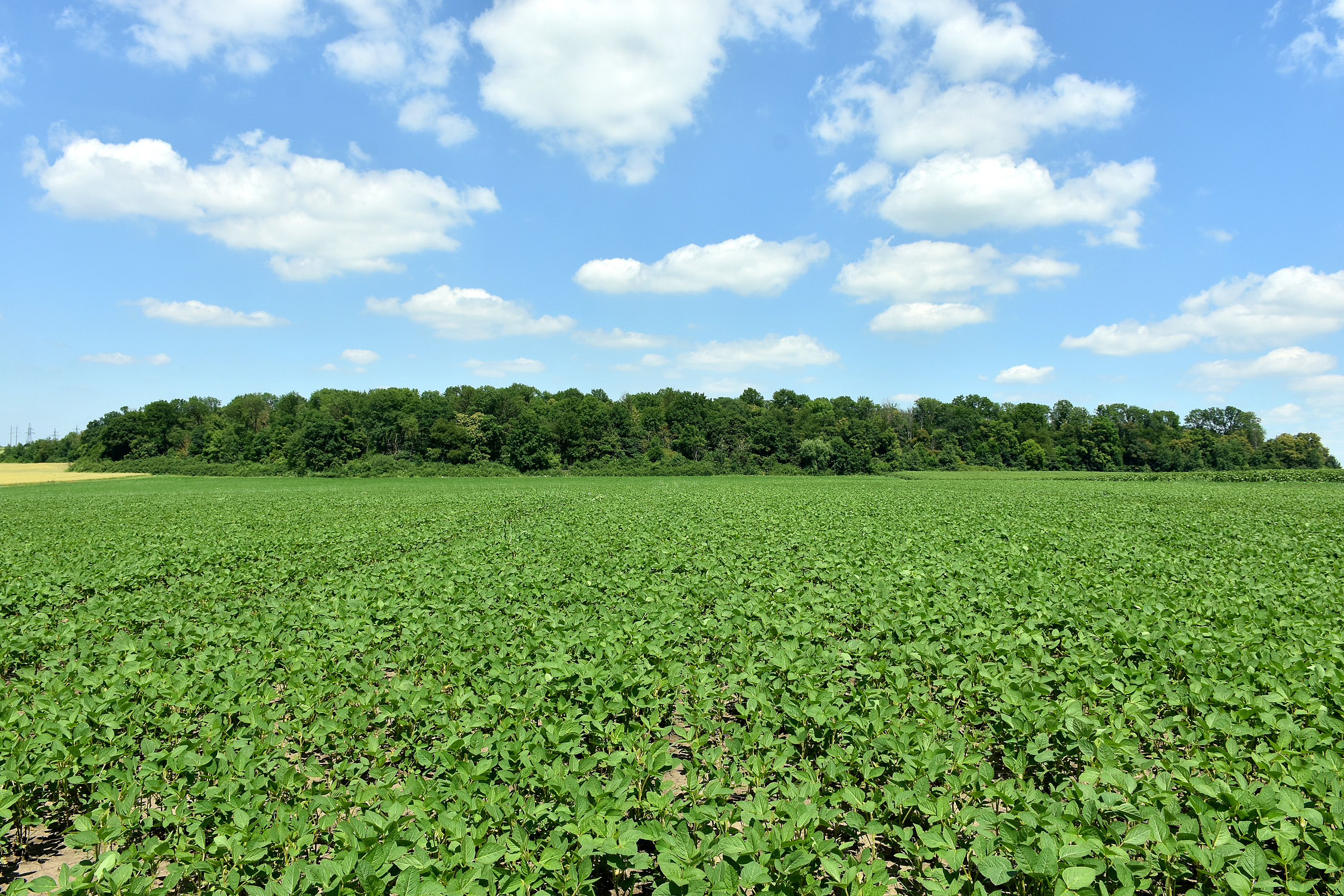
Soja na Ucrânia.
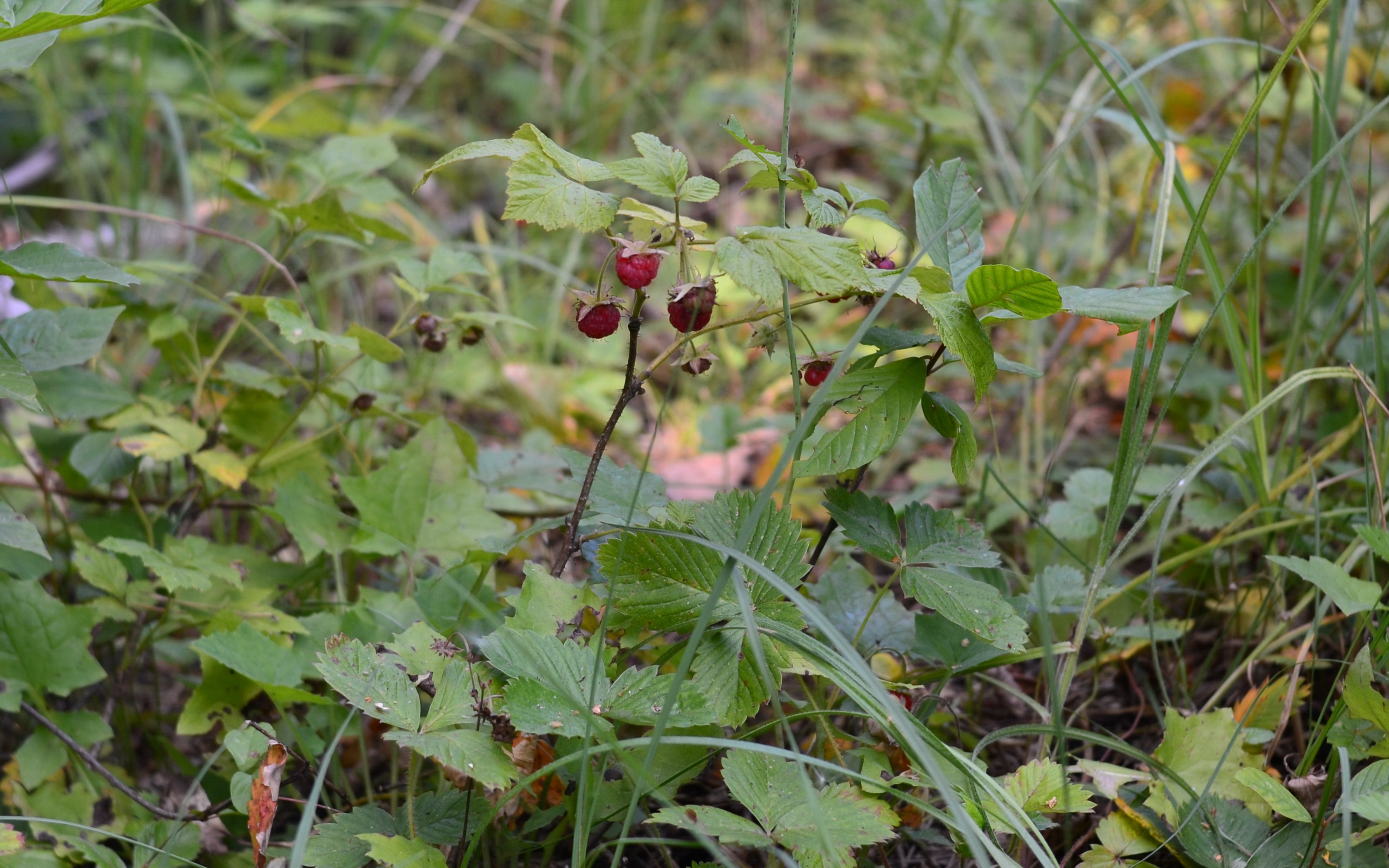
Framboesa na Ucrânia.
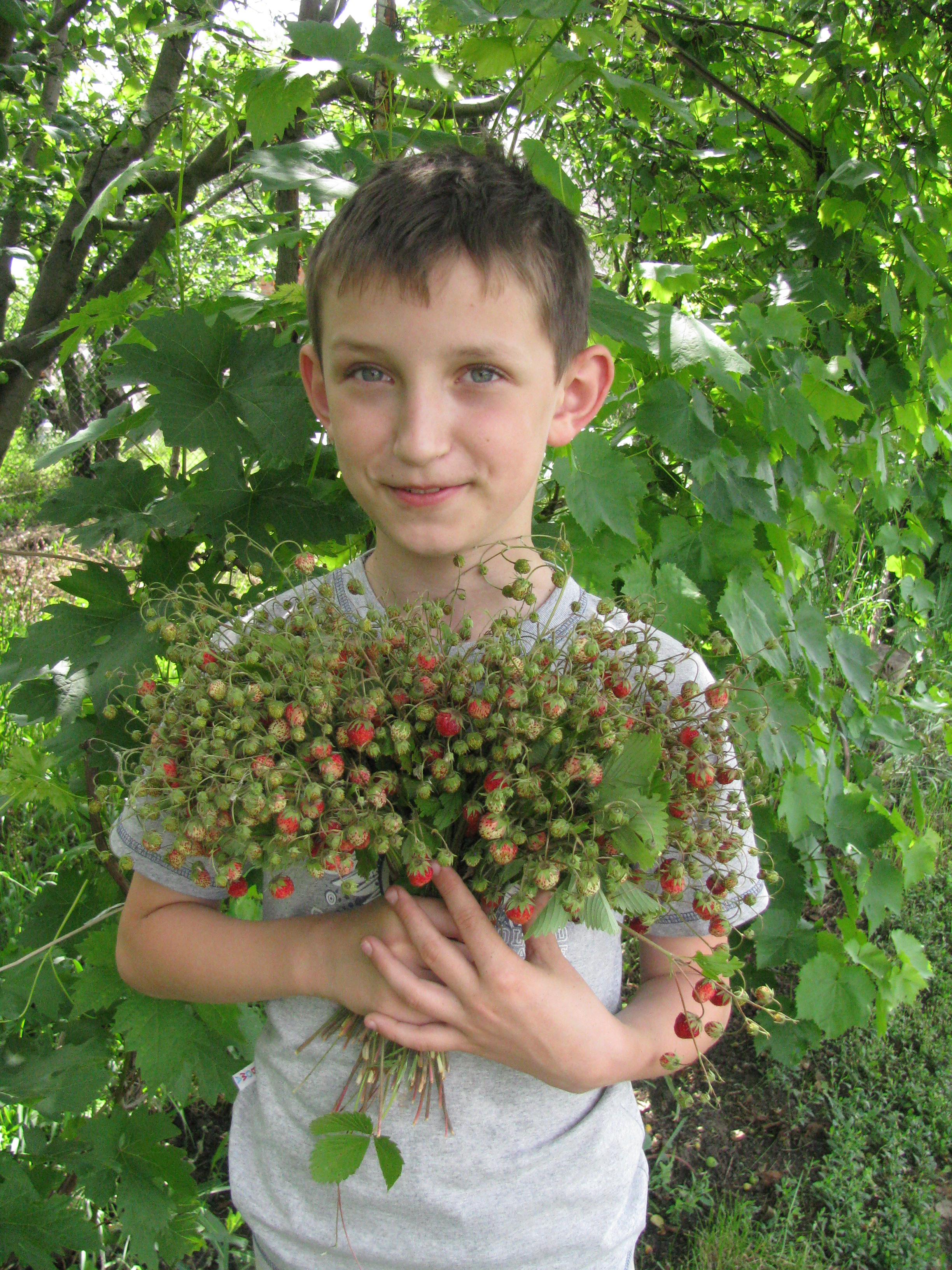
Morango na Ucrânia.
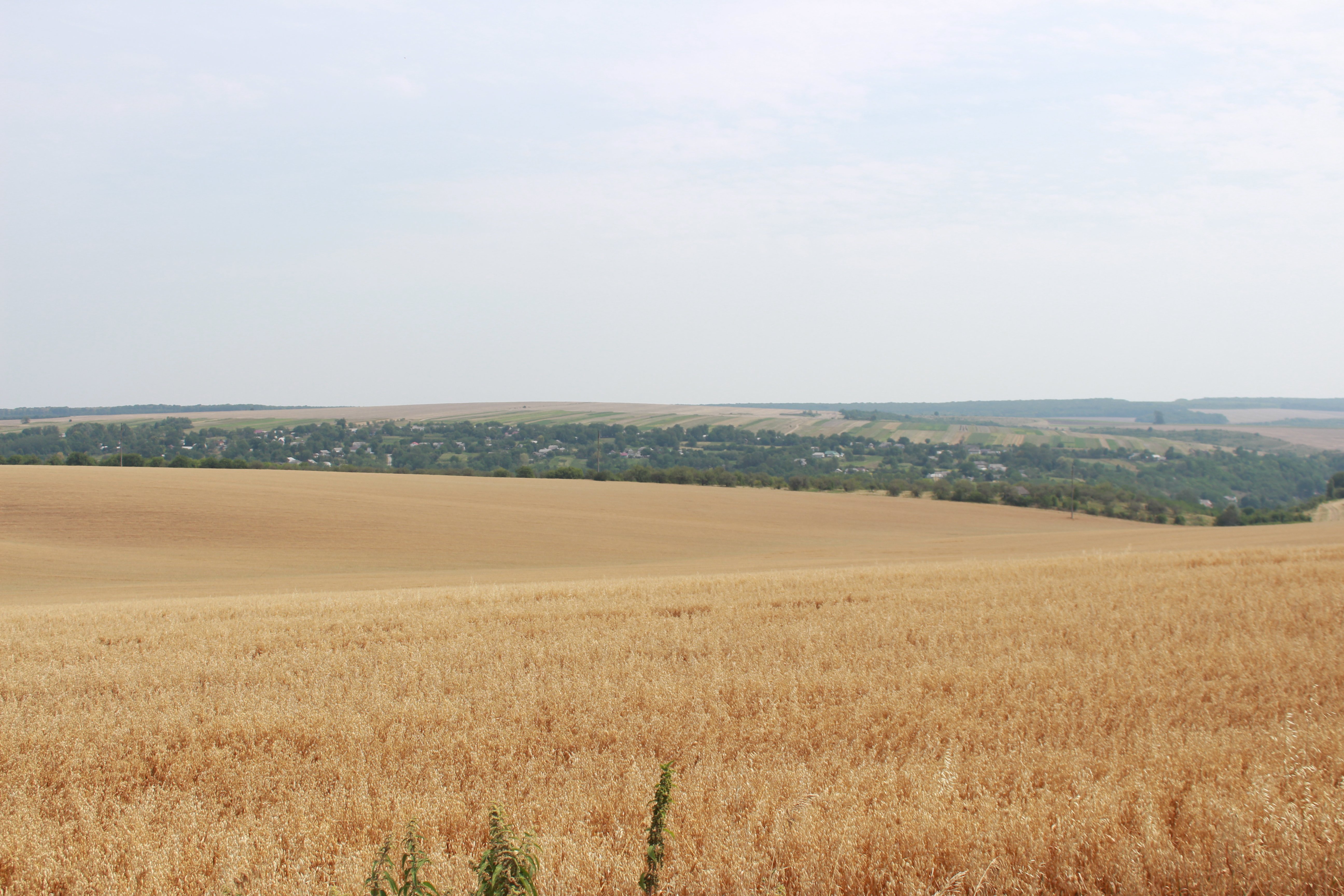
Aveia na Ucrânia.
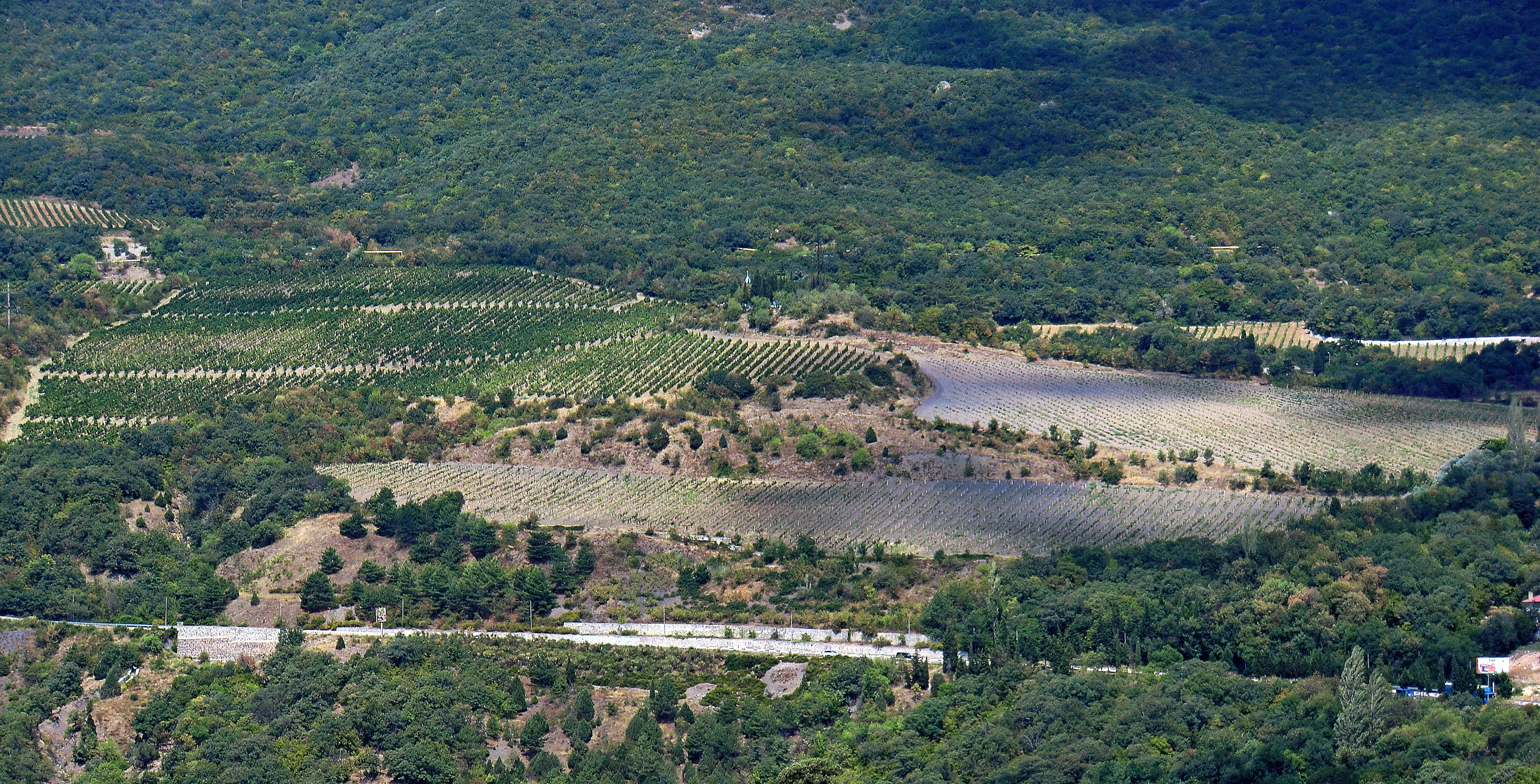
Vinícola na Criméia.
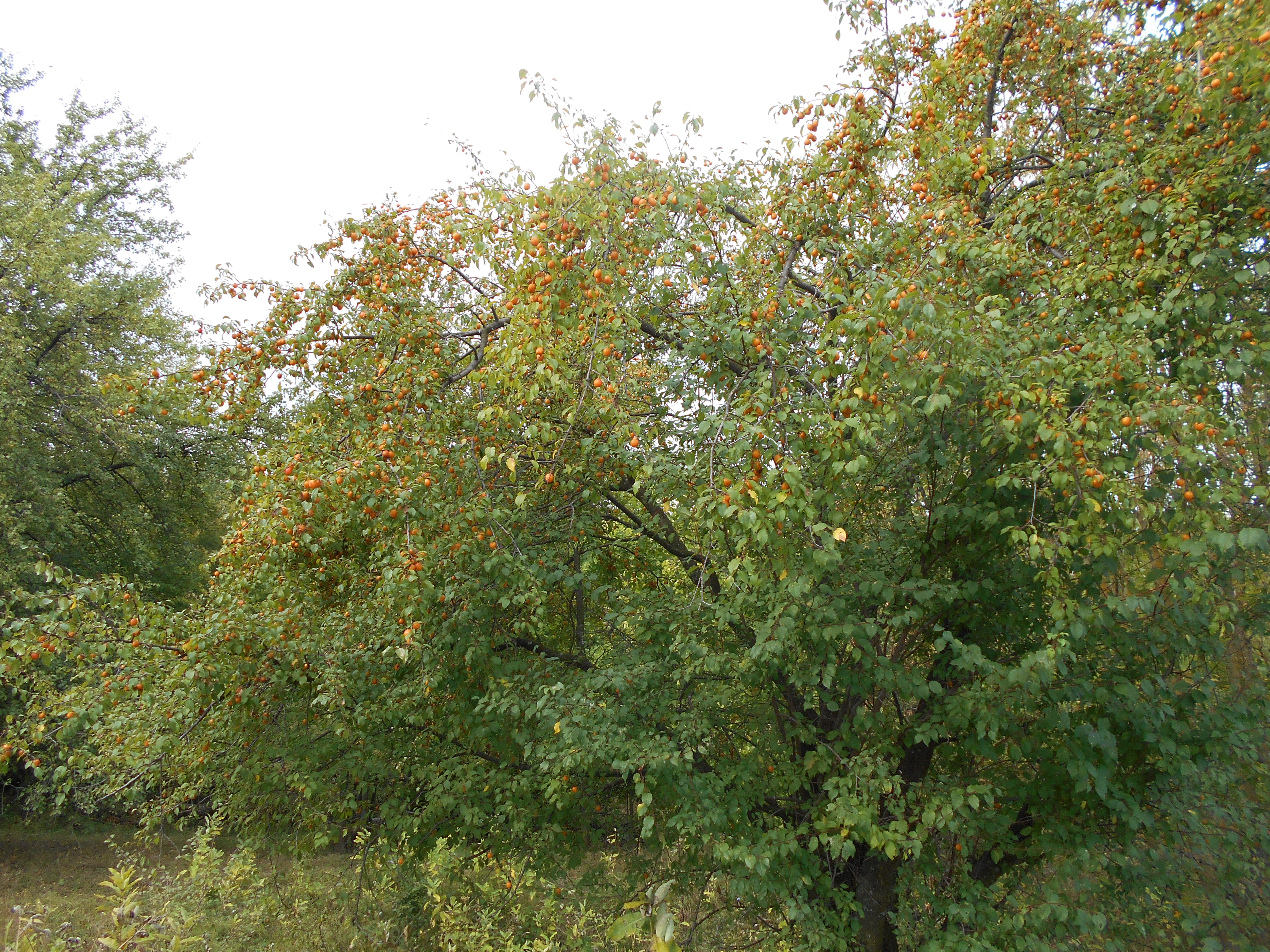
Damasco no Oblast de Tcherkássi.

### Pecuária
Na pecuária, a Ucrânia foi, em 2018, o 5º maior produtor mundial de mel, com uma produção de 71,2 mil toneladas, o 18º maior produtor mundial de leite de vaca, com uma produção de 10 bilhões de litros; um dos 25 maiores produtores mundiais de carne de frango, com uma produção de 1,2 milhões de toneladas; também produziu 702 mil toneladas de carne suína, 358 mil toneladas de carne bovina, entre outros.

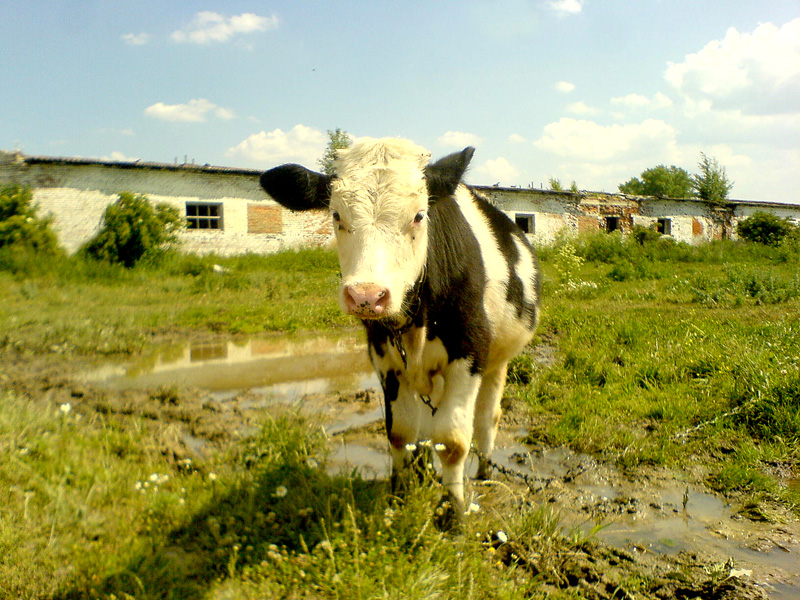
Criação bovina na Ucrânia.
Fábrica de leite na Ucrânia.
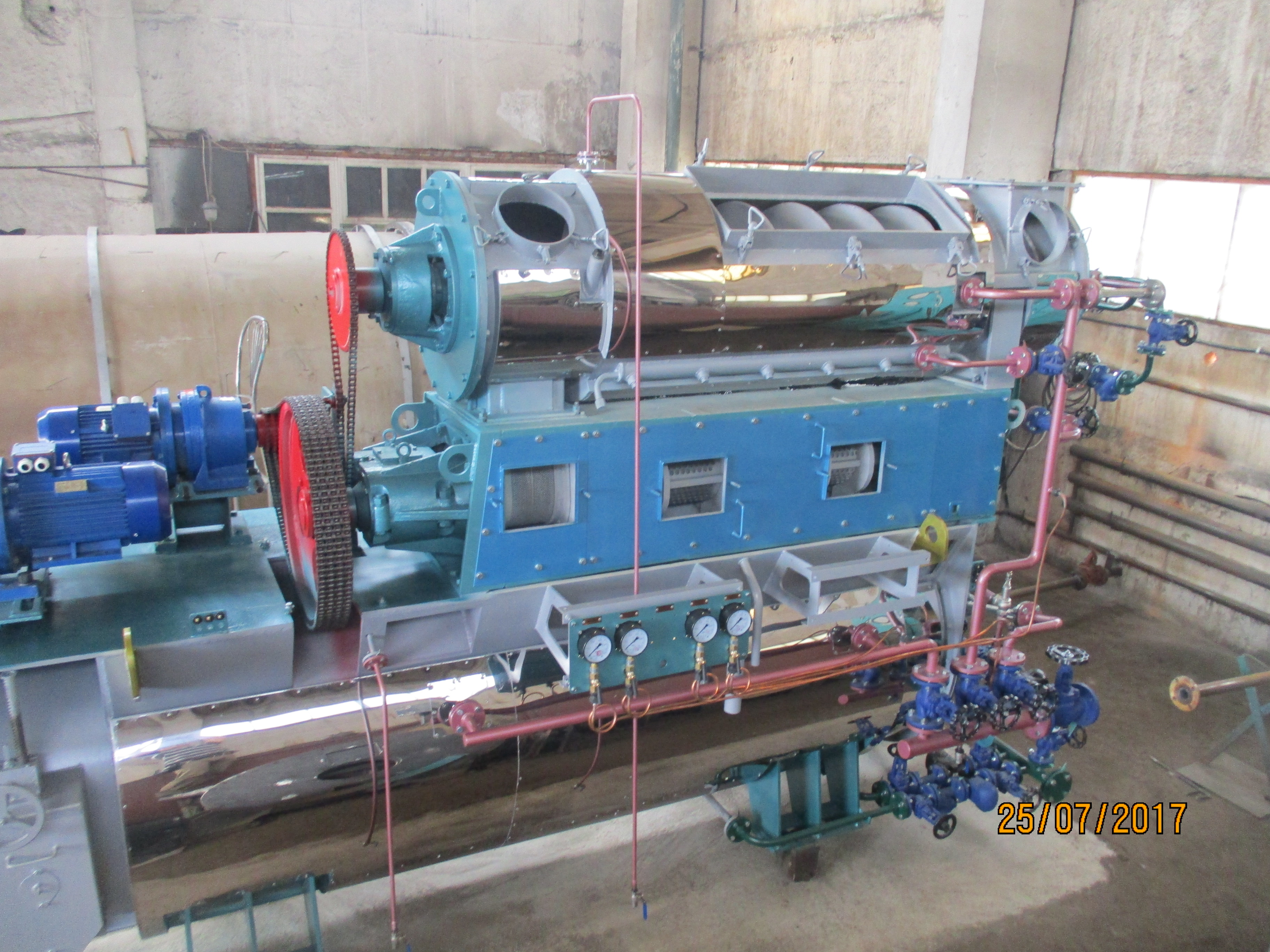
Fábrica de farinha de peixe na Ucrânia.
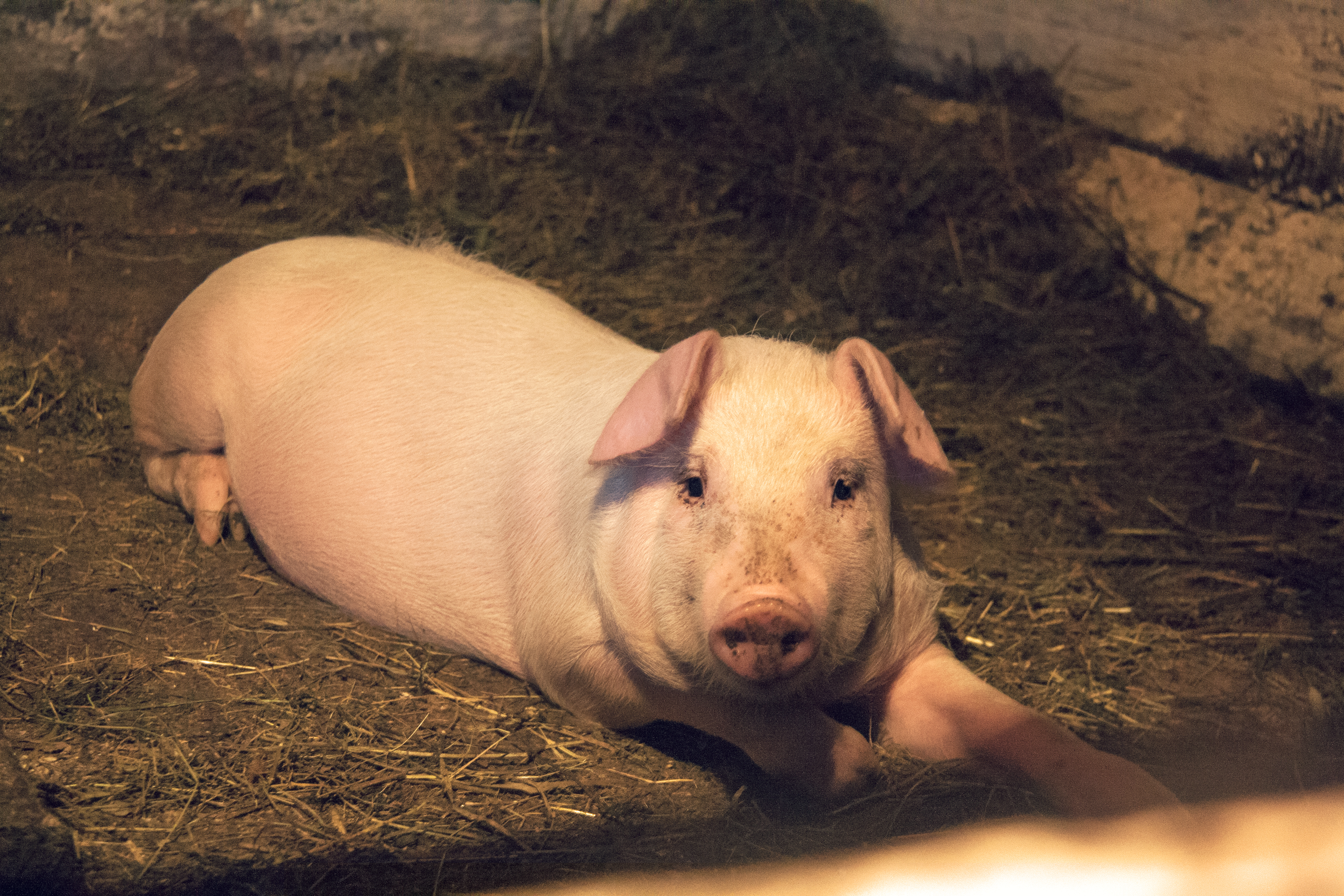
Criação suína na Ucrânia.

## Setor secundário

### Indústria
O Banco Mundial lista os principais países produtores a cada ano, com base no valor total da produção. Pela lista de 2019, a Ucrânia tinha a 59ª indústria mais valiosa do mundo (US $ 16,6 bilhões).
Em 2019, a Ucrânia era o 46ª maior produtor de veículos do mundo (7,2 mil) e o 13ª maior produtor de aço (20,8 milhões de toneladas). O país também é o maior produtor do mundo de óleo de girassol. Em 2018, foi o 19º maior produtor do mundo de vinho.
O Donbas apresenta também indústrias metalúrgicas altamente desenvolvidas, que produzem ferro e aço em grandes quantidades. Desde 2014 que o governo ucraniano tem sido frustrado nas suas privatizações por haver pouca ou nenhuma demanda em leilões públicos.

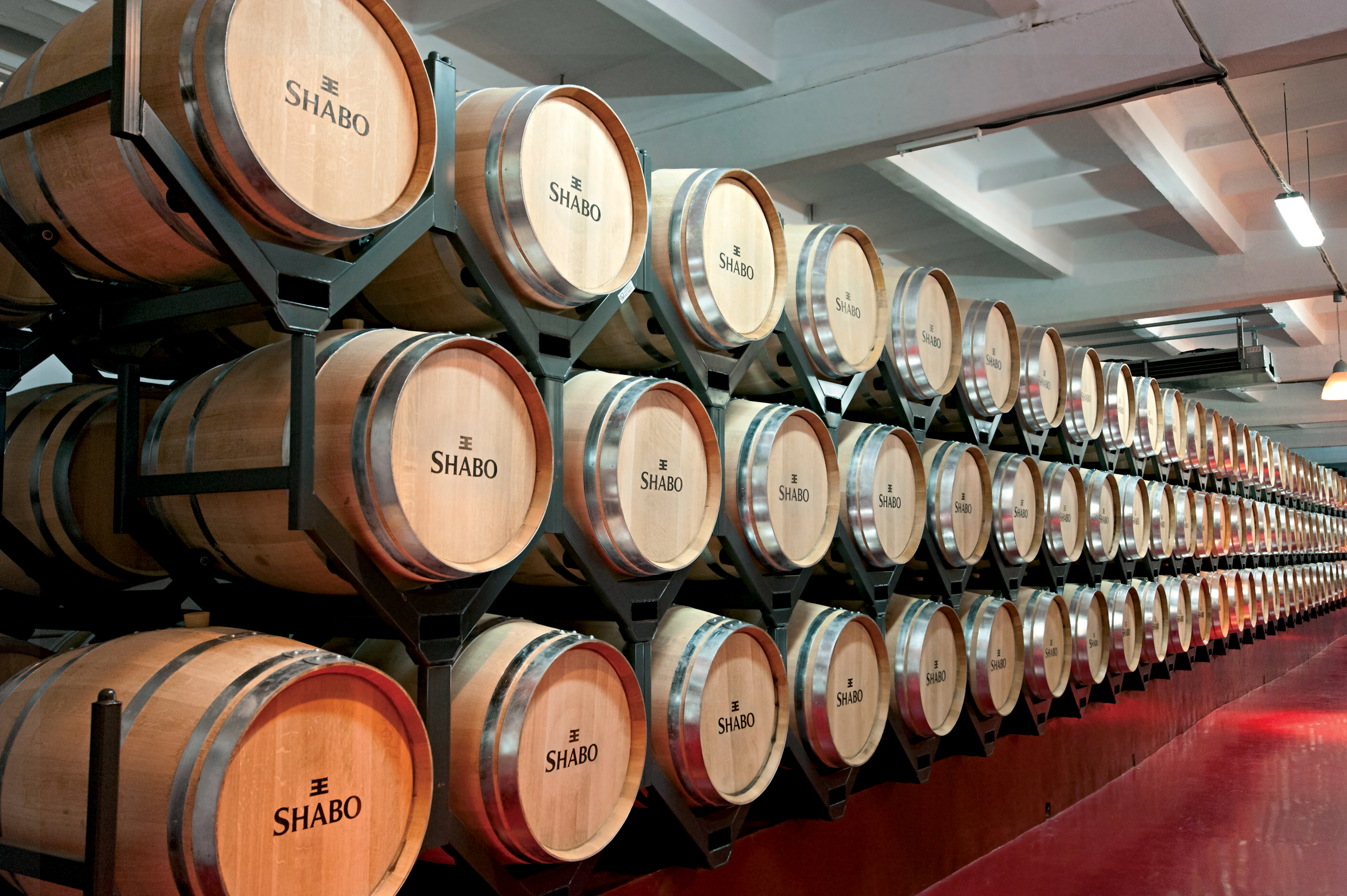
Barris de vinho na Ucrânia.
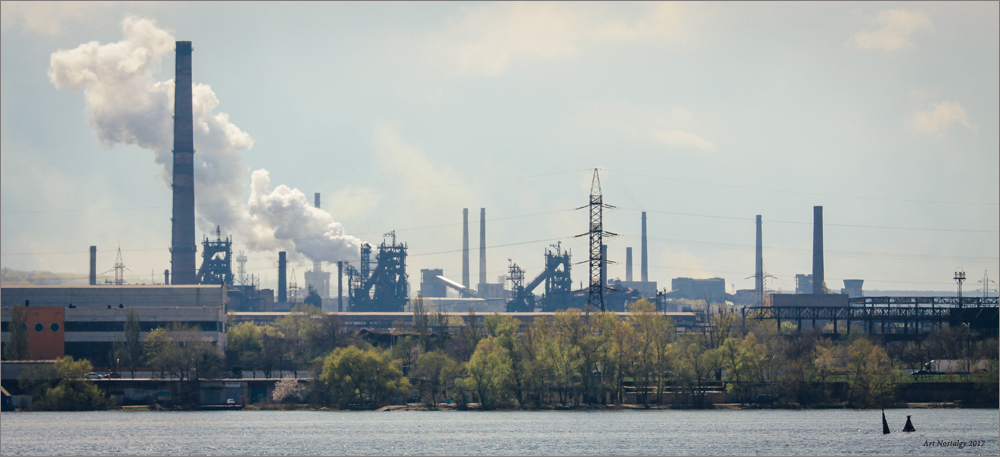
Siderúrgica na Ucrânia.
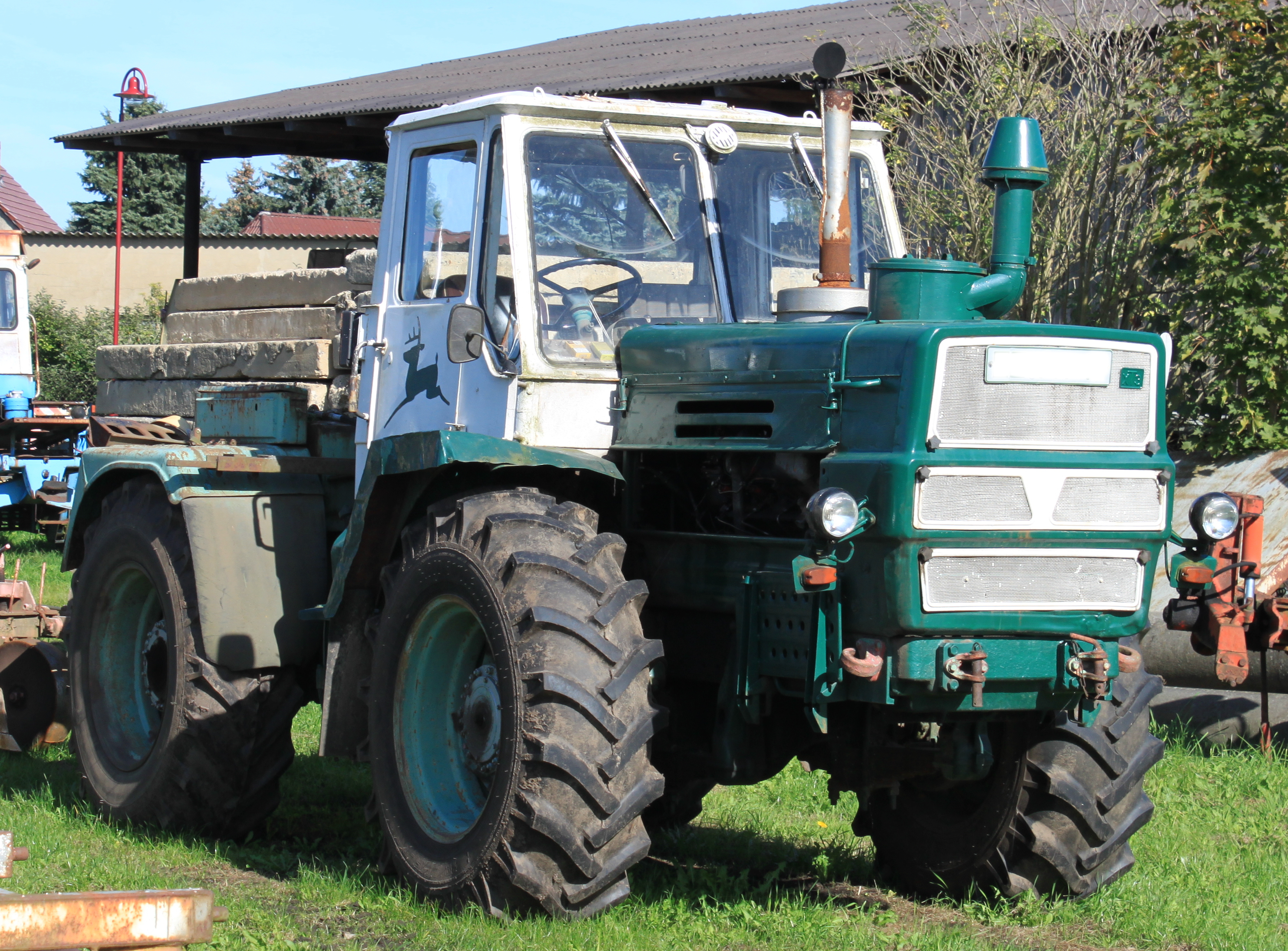
Trator ucraniano T-150K construído pela Kharkiv Tractor Plant.
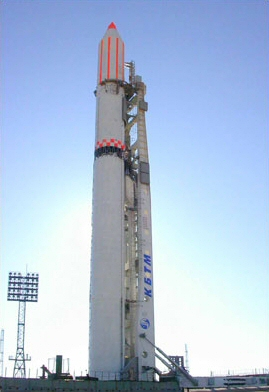
Zenit-2, produzido pela Yuzhmash, fabricante ucraniana de foguetes.

### Energia

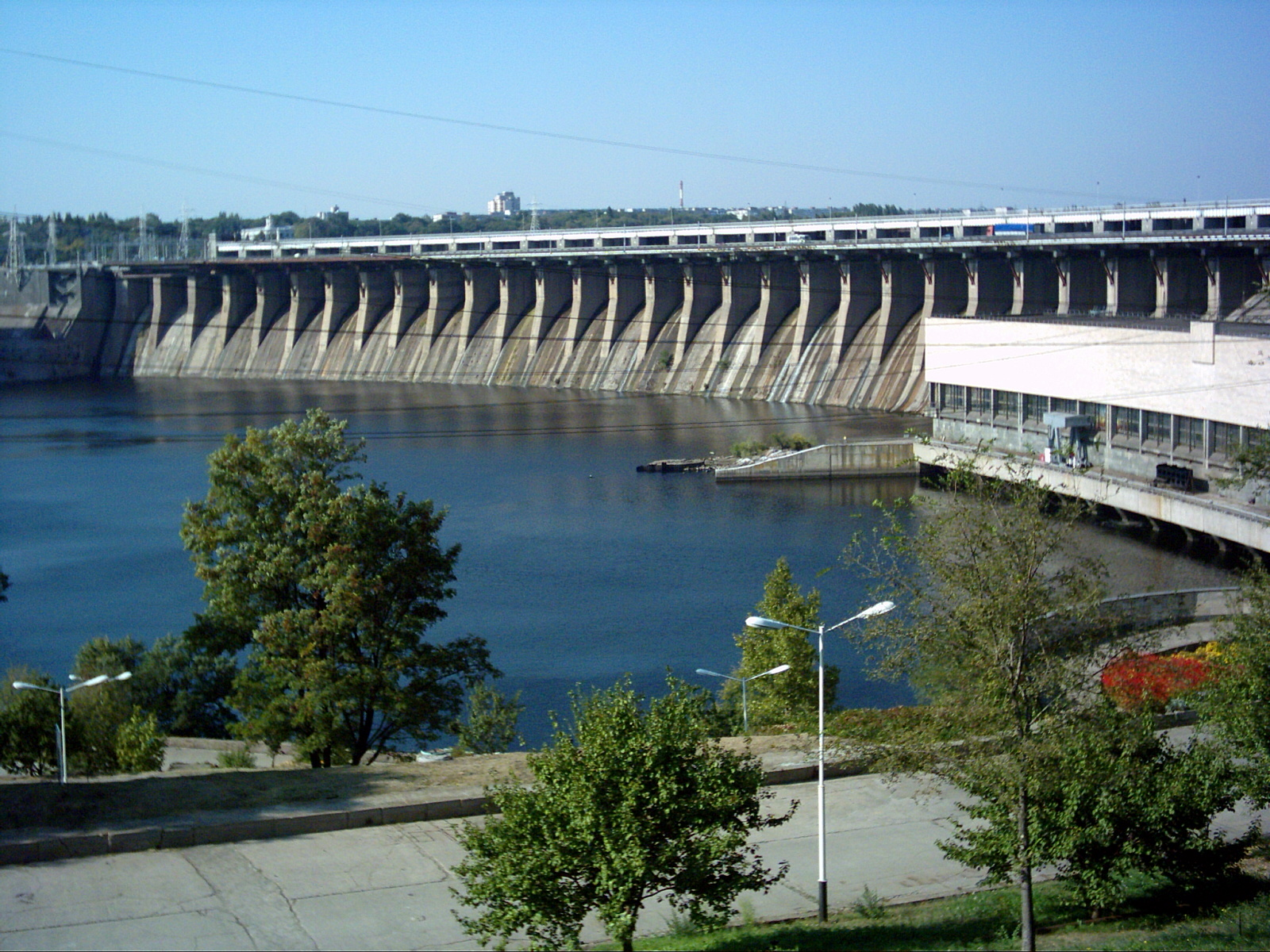
Hidrelétrica Dnieper no Oblast de Zaporíjia.

Nas energias não-renováveis, em 2020, o país era o 61º maior produtor de petróleo do mundo, extraindo 33,5 mil barris/dia. Em 2019, o país consumia 222 mil barris/dia (52º maior consumidor do mundo). O país foi o 58º maior importador de petróleo do mundo em 2012 (33 mil barris/dia). Em 2015, a Ucrânia era o 33º maior produtor mundial de gás natural, 19 bilhões de m³ ao ano. Em 2017 o país era o 33º maior consumidor de gás (29,8 bilhões de m³ ao ano) e era o 12º maior importador de gás do mundo em 2009: 26,7 bilhões de m³ ao ano. Na produção de carvão, o país foi o 21º maior do mundo em 2018: 34,2 milhões de toneladas.
Nas energias renováveis, em 2020, a Ucrânia era o 34º maior produtor de energia eólica do mundo, com 1,4 GW de potência instalada, e o 20º maior produtor de energia solar do mundo, com 5,3 GW de potência instalada.

### Recursos minerais

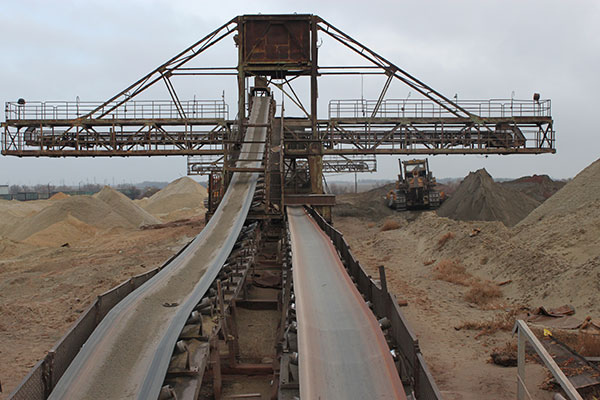
Mineração de ferro na Ucrânia

Em 2019, o país era o 7º maior produtor mundial de minério de ferro, o 8º maior produtor mundial de manganês, o 6º maior produtor mundial de titânio, e o 7º maior produtor mundial de grafite. Era o 9º maior produtor do mundo de urânio em 2018.
A Ucrânia conta com ricas jazidas de minério de manganês no Donbas. Essa região é o centro industrial do país e um dos principais complexos minero-metalúrgicos e de indústria pesada da Europa. A Ucrânia é também um importante produtor de gás natural e de petróleo, embora as reservas desses combustíveis fósseis tenham sido excessivamente exploradas durante o período soviético.

## Setor terciário

### Turismo
Em 2018, a Ucrânia foi o 30º país mais visitado do mundo, com 14,2 milhões de turistas internacionais. As receitas do turismo, neste ano, foram de US $ 1,4 bilhões.